# Phil Cunningham
Philip "Phil" Cunningham (n. 17 decembrie 1974, Macclesfield, Cheshire, Anglia) este un chitarist britanic, membru al trupei Bad Lieutenant. A fost și component al formației New Order, în care a înlocuit-o pe Gillian Gilbert dar spre deosebire de aceasta activitatea sa acolo s-a bazat mai mult pe chitară și mai puțin pe sintetizator. 

## Discografie

### Marion
- This World and Body (1996)
- The Program (1998)
- Alive In Manchester (2012)

### New Order
- Waiting for the Sirens' Call (2005)
- Lost Sirens (2013)
- Music Complete (2015)

### Bad Lieutenant
- Never Cry Another Tear (2009)